# ADEOS-I
ADEOS (englisch Advanced Earth Observing Satellit, japanisch みどり, Midori) (nachträglich umbenannt zu ADEOS-I bzw. Midori-I) ist ein Erdbeobachtungssatellit der japanischen Weltraumbehörde NASDA, den eine Trägerrakete des Typs H-II am 17. August 1996 vom Tanegashima Space Center aus auf eine etwa 800 km hohe sonnensynchrone Umlaufbahn brachte. Die Startmasse betrug 3,56 Tonnen, die elektrische Leistung seiner Sonnenpaneele 5 Kilowatt.
Im Juni 1997 wurden die Solarpaneele beschädigt und so der Satellit defekt. Der Satellit befindet sich nach wie vor im Orbit.
ADEOS/Midori war der erste Satellit der  ADEOS-Serie. Der zweite, ADEOS-II/Midori-II wurde 2002 gestartet. Ihn ereilte leider ein ähnliches Schicksal. Anstatt der geplanten Missionsdauer von 3 Jahren wurde auch hier der Kontakt nach etwa 300 Tagen verloren.